# Fried-Syndrom
Das Fried-Syndrom ist eine sehr seltene angeborene Erkrankung mit verzögerter psychomotorischer Entwicklung, Hydrozephalus und leichten Gesichtsauffälligkeiten. Die Bezeichnung bezieht sich auf K. Fried, den Autor der Erstveröffentlichung im Jahr 1972.
Synonym wird auch der Begriff Pettigrew-Syndrom nach einer Publikation von A. L. Pettigrew 1991 gebraucht.
Weitere Synonyme sind: PGS; Geistige Retardierung, X-chromosomale - Dandy-Walker-Malformation – Basalganglienkrankheit; X-chromosomale Intelligenzminderung-Dandy-Walker-Malformation-Basalganglienkrankheit-Krämpfe-Syndrom; Mental retardation, X-linked syndromic 5; MRXS5;  Mental retardation, X-linked syndromic, Fried Type; MRXSF;  Mental retardation, X-linked 59; MRX59;  Mental retardation, X-linked syndromic 21; MRX21

## Verbreitung
Die Häufigkeit wird mit unter 1 zu 1.000.000 angegeben, die Vererbung erfolgt X-chromosomal-rezessiv.

## Ursache
Der Erkrankung liegen Mutationen im AP1S2-Gen am Lokus  Xq25-q27 zugrunde.

## Klinische Erscheinungen
Charakteristische Befunde sind:
- Verkalkungen der Basalganglien
- Gesichtsdysmorphie
- Erhöhte Proteinspiegel im Liquor.

## Therapie
Eine ursächliche Behandlung ist nicht bekannt, symptomatisch kann lediglich der Hydrozephalus therapiert werden.